# Machimus cyanopus
Machimus cyanopus là một loài ruồi trong họ Asilidae. Machimus cyanopus được Loew miêu tả năm 1849. Loài này phân bố ở vùng Cổ Bắc giới.